# Taufbecken Remy (Oise)

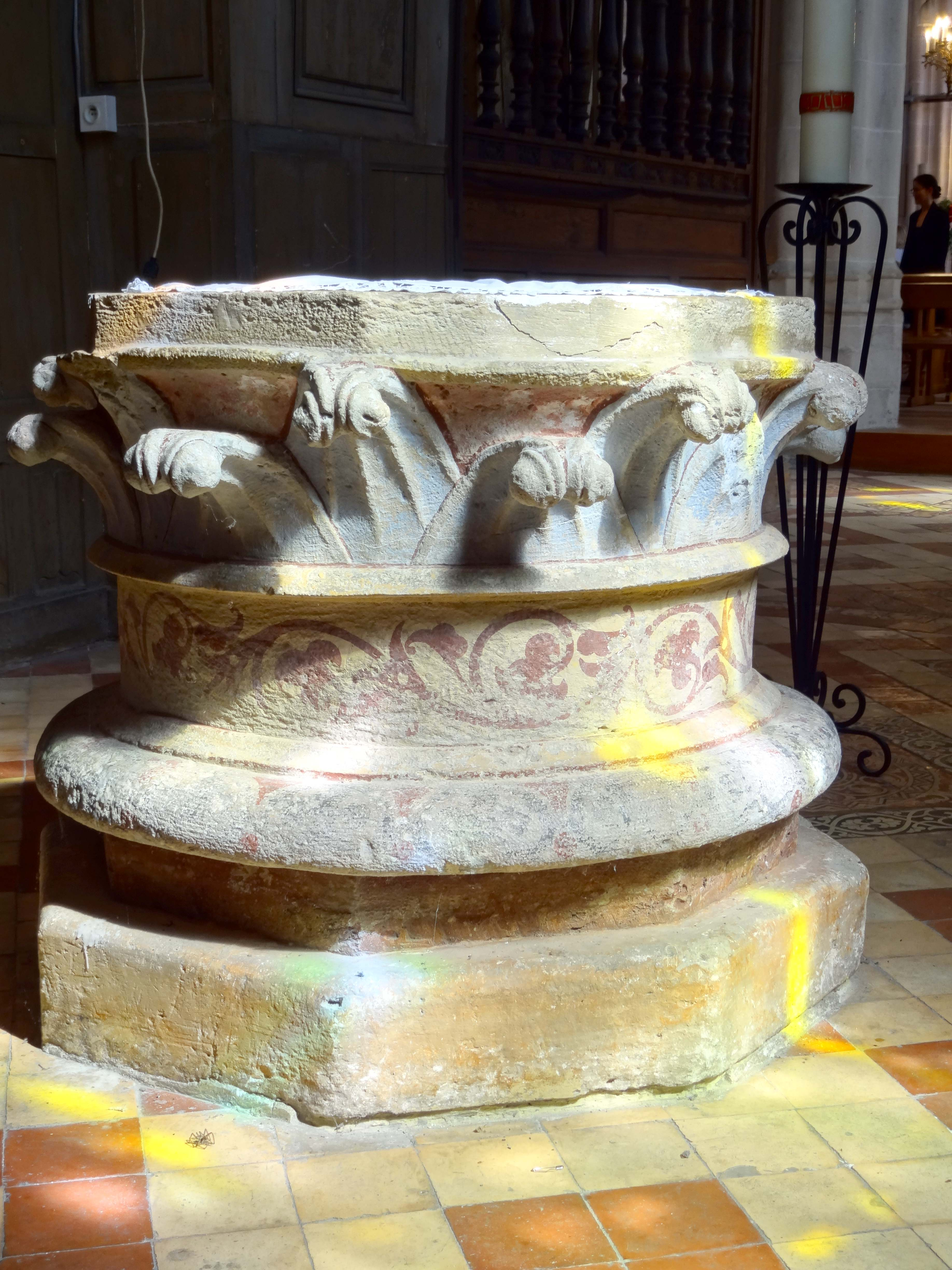
Taufbecken in Remy

Das Taufbecken in der katholischen Pfarrkirche St-Denis in Remy, einer französischen Gemeinde im Département Oise in der Region Hauts-de-France, wurde im 13. Jahrhundert geschaffen. 
Im Jahr 1913 wurde das gotische Taufbecken als Monument historique in die Liste der geschützten Objekte (Base Palissy) in Frankreich aufgenommen.
Das 89 cm hohe Taufbecken aus Kalkstein steht auf einer achteckigen Basis. Das Becken wurde offensichtlich aus einem Kapitell gefertigt. Die Farbfassung stammt aus dem 19. Jahrhundert.